# Миу-Миу
Миу́-Миу́ (фр. Miou-Miou, настоящее имя — Сильве́тт Эрри́ (фр. Sylvette Herry), 22 февраля 1950, Париж) — французская актриса.

## Биография
Дочь продавщицы и полицейского, после учёбы она получила место в парижском экспериментальном театре «Кафе де ля гар» (фр. Café de la Gare), когда он располагался в 14-м округе, где ведущими актёрами были Жерар Депардьё и Патрик Девер. Позднее в 1972 году театр переехал в 4-й округ, где находится и сейчас. Своё сценическое имя получила от Колюша.
Одно время была подругой актёра Патрика Девера, от которого родила дочь Анже́ль (фр. Angèle; род. 1974), затем певца Жюльена Клера. Их дочь Жанна Эрри (фр. Jeanne Herry; род. 1978) также стала актрисой.
В настоящее время Миу-Миу связывают отношения с писателем, сценаристом и актёром Жаном Тёле (фр. Jean Teulé), с которым они проживают вместе в Париже, в квартале Маре.
Скованная поначалу рамками повторяющейся роли симпатичной блондинки, она смогла воплотить, начиная с 80-х гг., более глубокие образы своих героинь.
Роль проститутки в исполнении Миу-Миу в фильме «Уловка» (La Dérobade) режиссёра Даниэля Дюваля была признана лучшей в 1980 г. и отмечена премией «Сезар», которую она отказалась принять.
В начале 2004 года появилась на телевидении в мини-сериале «Ambre a disparu».

## Избранная фильмография
- 1971 — Сожжённые риги (Les granges brulées) — Моника
- 1973 — Приключения раввина Якова (Les Aventures de Rabbi Jacob) — Антуанетт Пивер
- 1973 — Год 01 (L' An 01)
- 1973 — Темрок (Themroc)
- 1973 — Несколько слишком спокойных господ (Quelques messieurs trop tranquilles)
- 1974 — Вальсирующие (Les Valseuses) — Мари-Анж
- 1975 — Никаких проблем! (Pas de problème!)
- 1975 — Гений, два земляка и птенчик (Un Genio, due compari, un pollo)
- 1976 — Йонас, которому будет 25 лет в 2000 году (Jonas qui aura 25 ans en l’an 2000)
- 1976 — Ф… как Фэрбэнкс (F… Comme Fairbanks)
- 1976 — Дальше некуда (On Aura Tout Vu) — Кристин
- 1977 — Скажите ей, что я её люблю (Dites-lui que je l’aime) — Жюльетт
- 1979 — Уловка (La Dérobade)
- 1979 — Пробка — невероятная история — Анжела
- 1980 — Женщина-полицейский (La Femme flic)
- 1981 — Жозефа (Josepha)
- 1981 — Разумно ли это? (Est-ce bien raisonnable ?)
- 1982 — Ги де Мопассан (Guy de Maupassant)
- 1983 — Любовь с первого взгляда (Coup de foudre) — Мадлен
- 1984 — Облава (Canecule) — Джессика
- 1984 — Бланш и Мари (Blanche et Marie)
- 1985 — Вечернее платье (Tenue de soirée) — Моник
- 1988 — Чтица (La Lectrice) — Констанс / Мари
- 1990 — Милу в мае (Milou en mai) — Милу Вьёзак
- 1990 — Возвращение Нечаева (Netchaiev Est De Retour)
- 1991 — Тотальная слежка (La Totale!) — Элен Вуазен
- 1992 — Бал недотёп (Le Bal des casse-pieds)
- 1993 - Танго (Tango)
- 1993 — Жерминаль (Germinal) — Маэд
- 1994 — Индеец в Париже (Un Indien Dans La Ville) — Патриция, жена Ришара
- 1996 — День восьмой (Le Huitième jour) — Жюли
- 1996 — Фиктивный брак (Ma femme me quitte)
- 1997 — Сухая уборка (Nettoyage a sec)
- 1997 — Они (Elles)
- 1998 — Вне игры (Hors jeu)
- 2000 — На раз (Pour une fois)
- 2004 — Свадьба (Mariages!)
- 2005 — Антуанетта (Antoinette)
- 2005 — Один уходит — другой остаётся (L’Un reste, l’autre part')
- 2006 — Наука сна (La Science des revês) — Кристин Миру, мать Стефана
- 2006 — Герой семьи (Le Héros de la famille)
- 2008 — Большое алиби (Le grand alibi)
- 2009 — Концерт (Le Concert) — Гилена де ла Ривьер
- 2009 — Маленькая зона турбулентности (Une petite zone de turbulences) — Анна
- 2013 — Арестуйте меня (Arrêtez-moi)
- 2021 — Последний наёмник
- 2022 — Вечеринка на вылет (Murder Party)